# André Slomszynski
André Słomczyński dit André Slom, né le 9 juillet 1844 à Bordeaux et mort le 27 décembre 1909 à Paris, est un peintre, graveur, illustrateur et cartographe français d'origine polonaise. Ancien communard, il vécut un temps réfugié en Suisse.

## Biographie
André Amédée Gustave Słomczyński, fils de Stanislas Słomczyński, officier polonais réfugié et de mère inconnue, rejoint Paris au moment du Second Empire pour apprendre la peinture. Entre 1855 et 1861, il est élève de l'École polonaise de Paris.
« De taille moyenne, assez gros, ayant une longue barbe blonde, le visage doux, l’œil bleu », il participe à la Commune. Secrétaire de Raoul Rigault, il se trouvait avec ce dernier, le 23 mai 1871, à la prison de Sainte-Pélagie, au moment où Gustave Chaudey, ancien adjoint au maire de Paris, était exécuté avec trois gendarmes, puis le lendemain, dans l’hôtel de la rue Gay-Lussac, au moment où Rigault était fusillé à son tour dans cette même rue. Après la semaine sanglante, il est condamné à mort par les Versaillais qui lui reprochent d’avoir fait une allocution aux Gardes nationaux pour qu’ils exécutent les trois gendarmes otages.
Il parvient à s'enfuir et se réfugie en Suisse, à Genève. Il s'installe à Lausanne et devient le camarade d'infortune d'Eugène Protot, ancien ministre de la Justice, également en exil, et de Maxime Vuillaume. Le 31 décembre 1877, il est au chevet de Gustave Courbet et exécute le portrait mortuaire du peintre. Il donna des cours du soir de « dessin d’imitation et d’ornementation » à Lausanne puis travailla à Vevey avec Élisée Reclus, dont il illustra plusieurs volumes de la Nouvelle Géographie universelle.
De retour en France après la loi d'amnistie de 1881, il dessine pour plusieurs revues françaises, dont L'Illustration, le Monde illustré, Le Tour du monde, La Libre Revue, Paris illustré et la Suisse illustrée. Sous le pseudonyme de « Slom », il signe de nombreux dessins qui sont publiés à propos de l’Exposition universelle de 1889, la Tour Eiffel, l’exposition coloniale à l’esplanade des Invalides ou la porte d’entrée du quai d’Orsay. En 1883, le poète Maurice Rollinat lui dédie son poème, « Jalousie féline », tiré du recueil Les névroses. À la demande de Pierre de Coubertin, il dessine en 1901 le « Diplôme Olympique » pour le Comité international.
Il habite avec sa famille au 26, avenue des Gobelins, où il est mort le 27 décembre 1909,. Il est inhumé au cimetière du Père-Lachaise.
Son épouse Emma Blank, et sa fille Olga Slomczynski (1881-1941) sont restées à Genève. Olga devenue illustratrice reconnue en Suisse, meurt le 27 juillet 1941 à Vevey et Emma trois ans plus tard, le 25 octobre 1944 à Saint-Saphorin. Leurs corps seront inhumés à Paris dans le caveau familial le 11 septembre 1948.

## Ouvrages illustrés
- Georges-Louis Rose, Les amoureux de Titine : chansonnette, paroles de Augustin Roussel ; musique de Georges Rose ; chantée par Melle Laure, P. Tralin, 1865, couverture de partition.
- Albert Pinard, Pile-de-Pont, Jules Lévy, 1886, collectif.
- M. Génin [Mme de Roisel], Un petit héros, coll. « Petite Bibliothèque Blanche », Hetzel, [1890], avec Adrien Marie.
- J. Colomb [Joséphine-Blanche Bouchet], Histoires de bêtes, Hachette, 1890.
- Olympe Gevin-Cassal, Mauviette chérie, May et Motteroz, [1890].
- Jeanne Cazin, Les aventures de Jean Le Savoyard : scènes de la montagne, Hachette, 1891.
- Hans Christian Andersen, Contes, traduction de Jules Gourdault, Hachette, 1892.
- Albert Cim, Mes amis et moi, Hachette, 1893, avec Alexandre Ferdinandus.
- Marie Delorme, Le Théâtre chez grand'mère : saynètes, petites pièces de salon, proverbes, monologues, souhaits, etc., Armand Colin, 1895.
- Charles Rabot, Un hiver à Corfou, Hachette, 1896, collectif.
- Marcel Monmarché, Rocamadour et ses environs. Guide artistique du touriste et du pélerin, 1898.
- Amélie Mesureur, Le Dernier des Pifferari ; suivi de Le Petit Mousse, Société française d'éditions d'art, 1904.
- Jacques Rinet, Daki, le romanichel, Albin Michel, s.d.